# Ljubica Jelušič
Ljubica Jelušič, slovenska obramboslovka in političarka, * 16. junij 1960, Koper.
Je bivša obrambna ministrica Republike Slovenije, pa tudi prva ministrica za obrambo v slovenski zgodovini. Bila je zagovornica slovenskega vstopa v NATO.   
Na Fakulteti za družbene vede v Ljubljani je zaposlena od leta 1985, od leta 2005 tudi kot redna profesorica obramboslovja. Med 2006 in 2008 je bila izvršna sekretarka raziskovalnega odbora o oboroženih silah in reševanju konfliktov pri mednarodnem sociološkem združenju (ISA). Je članica Mednarodnega svetovalnega odbora ženevskega Centra za demokratični nadzor nad oboroženimi silami (DCAF).  

## Izobraževanje
Osnovno šolo in gimnazijo je obiskovala v Sežani. Leta 1985 je diplomirala na mednarodnih odnosih in obramboslovju na Fakulteti za sociologijo, politologijo in novinarstvo v Ljubljani (danes Fakulteta za družbene vede), za diplomsko nalogo pa je prejela nagrado Raziskovalne skupnost Slovenije. Magistrirala je leta 1988, štiri leta kasneje pa je doktorirala iz vojaške sociologije.  
Študijsko se je izpopolnjevala na Univerzi v Brnu ter Pedagoški fakulteti v Leipzigu, med letoma 1993 in 1994 pa postdoktorsko na Kraljevi vojaški akademiji v Bruslju. Tam je delovala pod mentorstvom vojaškega sociologa Philippeja Manigarta.
Kot študentka obramboslovja je opravila vojaški rok. V Teritorialni obrambi Republike Slovenije je napredovala do čina poročnice.

## Akademska kariera
Ljubica Jelušič je od leta 1985 zaposlena je na Fakulteti za družbene vede Univerze v Ljubljani, sprva kot raziskovalka, nato kot asistentka, docentka, izredna profesorica, od 2005 pa kot redna profesorica za obramboslovje. Predava polemologijo, sociologijo in politologijo vojske, mirovne študije, civilno-vojaške odnose, antropologijo vojne, mirovne operacije, prav tako številne zgodovinsko ali regijsko povezane študije.
Med letoma 1995 in 1997 je bila na FDV prodekanja za raziskovalno delo, med letoma 1999 in 2007predstojnica katedre za obramboslovje in senatorka za habilitacije. Vodila je projekte s področja civilno-vojaških odnosov, obrambnega prestrukturiranja in mirovnih operacij. Med letoma 1996 in 2001 je vodila delovno skupino v okviru projekta COST pri Evropski komisiji o obrambnem prestrukturiranju in konverziji. Aktivno sodeluje v mednarodnih raziskovalnih združenjih.
V zadnjih letih je aktivna tudi kot predavateljica na Univerzi za tretje življenjsko obdobje Kras.

## Politika
Je članica stranke Socialni demokrati. Bila je med opaznejšimi podporniki vstopa Slovenije v zvezo NATO in kritizirala politike, ki so s svojimi izjavami razdvajali javno mnenje. Tudi kasneje je pozivala k aktivni vlogi Slovenije v zavezništvu, tudi preko vlaganja v obrambo. Kritična je bila tudi do neizpolnjenih obljub Slovenije do zveze NATO.

### Ministrica za obrambo
21. novembra 2008 je bila imenovana na položaj Ministrice za obrambo Republike Slovenije v 9. vladi Republike Slovenije, ki jo je vodil Borut Pahor. V svojem mandatu je med drugim nasprotovala pobudi strank LDS in Zares, da bi o napotitvi vojakov na misije odločal državni zbor namesto vlade, saj da je to do slednje ponižujoče. V svojem mandatu je zagovarjala tudi duhovno preskrbo vojakov; ob razpravah, da bi morali zaradi ustavne določbe o ločenosti države in cerkve ukiniti vojaški vikariat, je Ljubica Jelušič ocenila, da bi takšna odločitev Slovensko vojsko postavila deset let v preteklost.
V njenem mandatu je bila vojska sicer deležna večjih finančnih varčevanj. Mandat je zaznamovala tudi afera Patria, pri čemer je Slovenija razmišljala o ničnosti pogodbe za nakup osemkolesnih oklepnikov. Jelušičeva se je zavzemala za izpeljavo posla ob nekoliko spremenjeni pogodbi. V njenem mandatu je Slovenija sprejela tudi ladjo Triglav.
Precej javne pozornosti je bilo deležno tudi pismo namestnika načelnika generalštaba Slovenske vojske Branimirja Furlana, v katerem je ministrico Jelušič, naj ga do razjasnitve okoliščin afere Patria razreši, saj da vodstvo ministrstva s svojimi izjavami izkazujejo nezaupanje v vojaško stroko in vodstveno strukturo Slovenske vojske. Njegov poziv je zavrnila.
11. februarja 2012 je ob imenovanju druge Janševe vlade vodenje ministrstva za obrambo predala Alešu Hojsu. Pri tem je izrazila upanje, da bi naslednik ustavil upadanje sredstev za Slovensko vojsko.

### Kasnejše delovanje
Na državnozborskih volitvah leta 2011 je kandidirala na listi SD, a ni osvojila poslanskega sedeža. Kljub temu je postala poslanka leta 2012, ko je bil Borut Pahor izvoljen za predsednika republike, Ljubica Jelušič pa je nasledila njegov poslanski mandat. Pri tem je izpostavila, da se želi zavzemati zlasti za Kras in Brkine, ki da sta pozabljeni regiji.
Kasneje je bila v politiki večinoma aktivna le še na strankarski ravni. Leta 2019 je na listi SD kandidirala za poslanko v Evropskem parlamentu. Prejela je 849 oz. slab odstotek glasov na listi svoje stranke.
Aktivna je tudi v Zvezi združenj borcev za vrednote narodnoosvobodilnega boja Slovenije, kjer je več let tudi podpredsednica.

## Vir
- Ljubica Jelušič - ministrica za obrambo (biografija). sta.si. (web.archive.org)